# Alvaro Giorgetti
Alvaro Giorgetti (født 11. oktober 1912 i Perugia, død 2. juni 2002 i Nice) var en cykelrytter fra Italien, og senere Frankrig. Han kørte både banecykling og på landevej. Giorgetti var aktiv fra 1935 til 1950.
Han vandt fire seksdagesløb. Ved de to første udgaver af Københavns seksdagesløb efter 2. verdenskrig blev det til to andenpladser. Først i 1951 med makker Ove Claus Hansen og i 1952 med Ib Laursen.
I juni 1931 skiftede Giorgetti fra italiensk til fransk statsborgerskab.